# Alfonso Dosal
Alfonso Dosal (Cidade do México, 13 de março de 1985) é um ator mexicano.

## Filmografia

### Televisão
- "A que no me dejas" (2015) - Camilo Fonseca Herrera
- "El color de la pasión" (2014) - Federico Valdivia
- Cásate conmigo ,mi amor (2013)- (Televisa)
- Miss XV (2012) - Max (Televisa)- (Nickelodeon)
- Para volver a amar (2010-2011) - Sebastián Longoria Andrade (Televisa)
- XY. La revista (2010) - Alfonso
- Ellas son... la alegría del hogar (2009) - Rodrigo
- Marina (2006) - Ricardo Alarcón Hernández "Chuy" (Telemundo)

### Cinema
- La mina de oro (2009)

### Teatro
- Rojo (2011) Ken
- El Knack (2011) Tolen
- El viaje de Tina (2011) Chofer, Policía y Mike
- Agonía y Éxtasis de Steve Jobs (2013)